# Cephalotes maya
Cephalotes maya é uma espécie de inseto do gênero Cephalotes, pertencente à família Formicidae.